# Svratka
Svratka (deutsch Swratka) ist eine Stadt  in Tschechien. Sie liegt in einer Höhe von 632 m ü. M. in den Saarer Bergen an der Einmündung des Řivnáč in die Svratka.

## Geschichte
Erstmals urkundlich erwähnt wurde der Ort 1350 als Teil der Herrschaft Richenburg. Seine Besitzer waren die Herren von Pardubitz und Richenburg. Bereits zu diesem Zeitpunkt wurde Swratka als Städtchen bezeichnet. Es entstand linksseitig des Flusses auf böhmischen Gebiet an der Grenze zu Mähren.
1425 eroberten die Hussiten die Stadt und hielten sie bis zur Schlacht von Lipan. 1558 ging die Stadt zusammen mit der Herrschaft Richenburg an Zdenko Berka von Dubá und Lipá über. Nach der Schlacht am Weißen Berg wurde die Herrschaft als Besitz Wilhelms des Jüngeren von Waldstein beschlagnahmt. 1627 wurden die Stadtrechte aberkannt.
Von 1707 bis 1823 waren die Kinsky Herren auf Burg Rychmburk und damit auch auf dem Gut Swratka, ihnen folgte Karl Alexander von Thurn und Taxis.
Im 19. Jahrhundert siedelten sich Industriebetriebe an. Die waren u. a. die Papierfabrik von Ignatz Fischer in Cikanka, die 1804 gegründete Eisenhütte sowie die 1864 errichtete Zündwarenfabrik Ignatz Jebas. Am 6. Juli 1867 wurden Swratka wieder Stadtrechte verliehen.

## Stadtgliederung
Die Stadt Svratka besteht aus den Ortsteilen Česká Cikánka (Böhmisch Cikan), Moravská Cikánka (Mährisch Zikanka), Moravská Svratka (Mährisch Swratka) und Svratka (Swratka), die zugleich auch Katastralbezirke bilden.

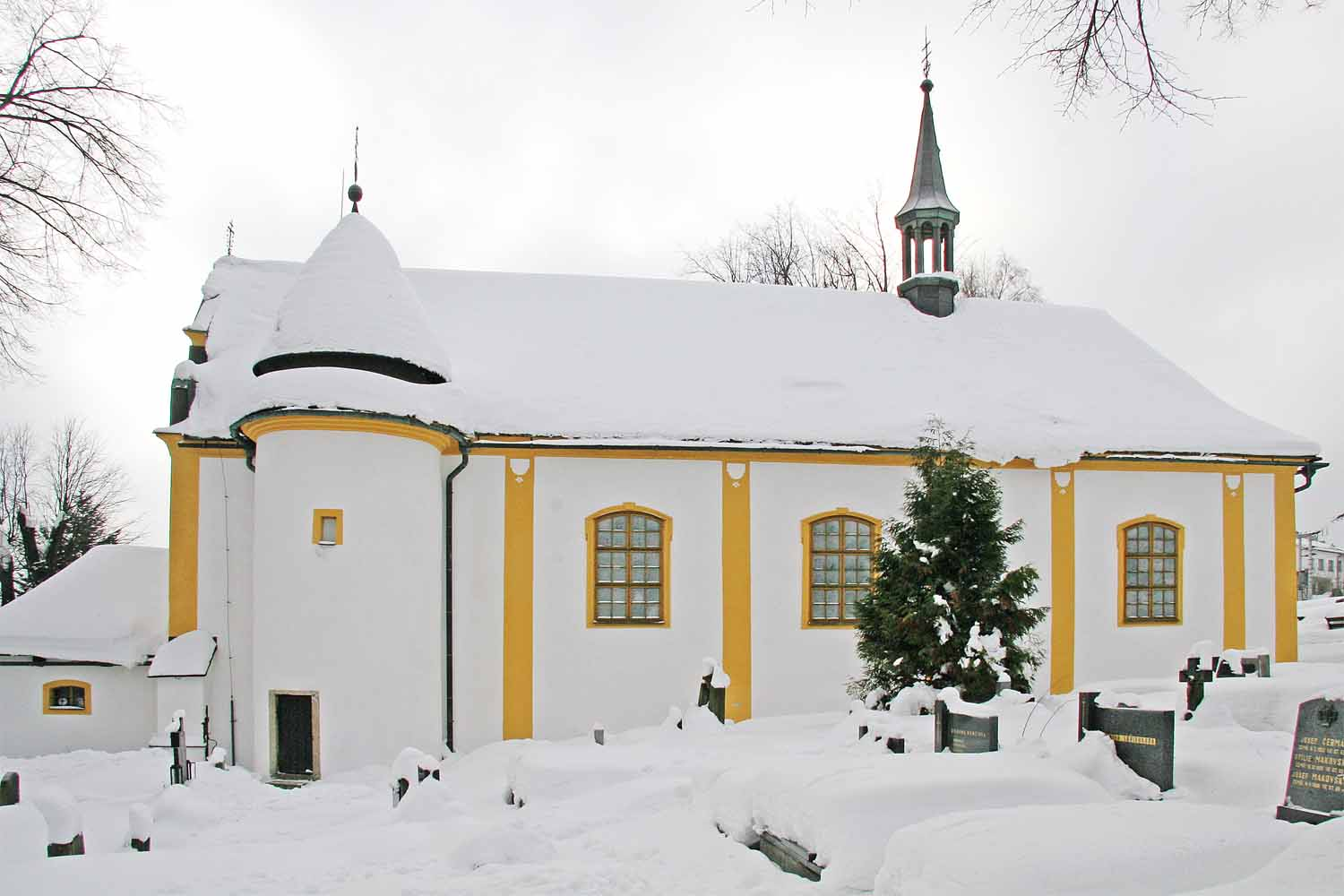
Kirche
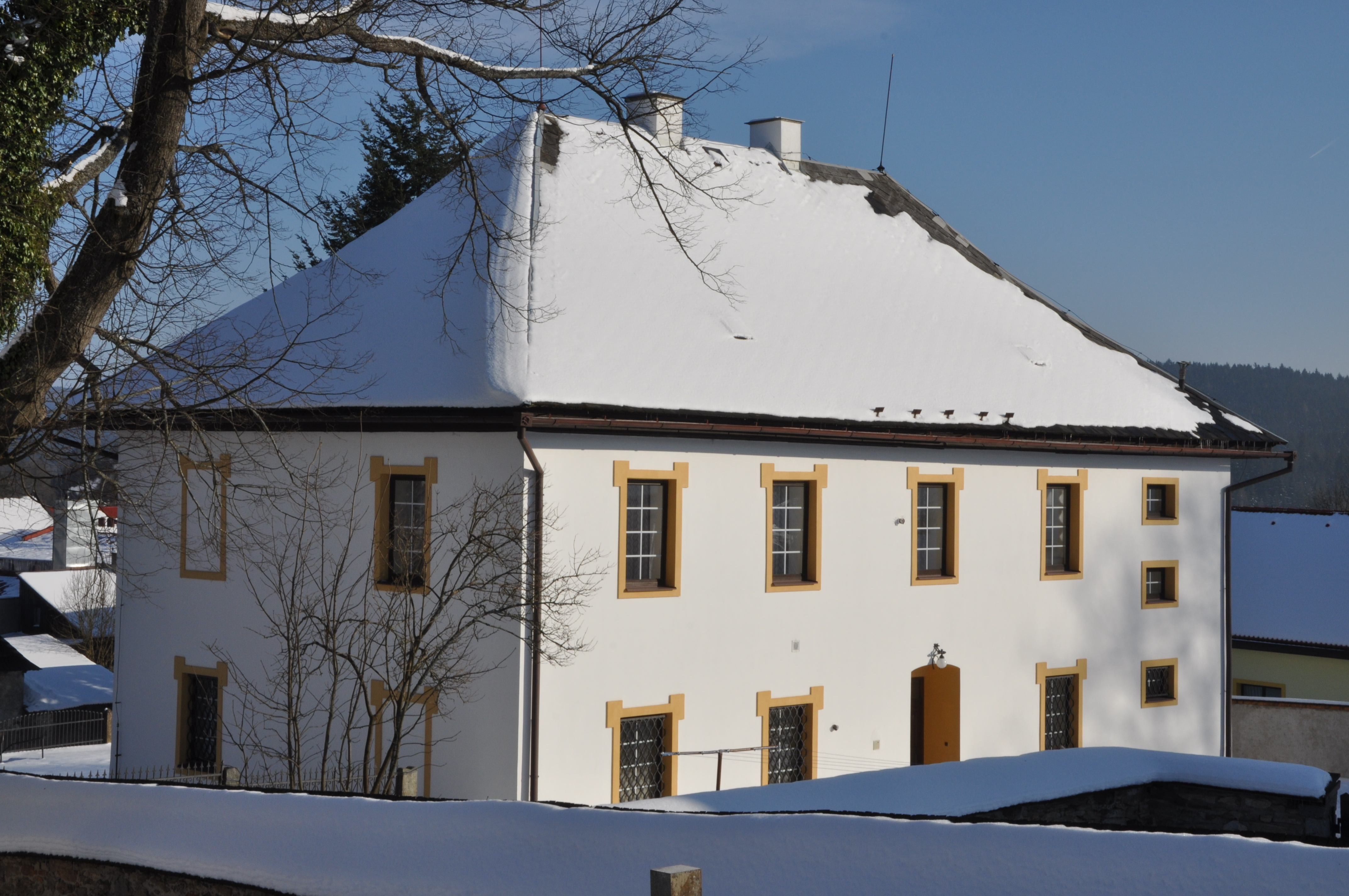
Pfarrhaus

## Ehrenbürger
- Karel Adámek, Starost des Gerichtsbezirks Hlinsko, 1882
- Václav Kučera, Pfarrer, 1883
- Petr Matěj Fischer, Bürgermeister von Smíchov, 1884
- Josef Hájek, Schuldirektor, 1891
- Georg Christian von Lobkowitz, Landmarschall des Königreichs Böhmen
- Čeněk Gregor, Oberbürgermeister von Prag, 1917
- Tomáš Garrigue Masaryk, Präsident der ČSR, 1919
- František Henych, Schuldirektor, 1932
- Heřman Mrázek, Schuldirektor, 1932
- Antonín Odehnal, Bildhauer und Medailleur, 1936
- Bedřich Tuček, Verleger und Mäzen, 1936
- Bohumil Laušman, Politiker, 1945
- Nikolai Melnitschuk-Orel, Kommandeur der Partisanengruppe Vpřed, 1945
- Anatoli Polikarpowitsch Chmel, Pawel Ossipowitsch Jonikow, Michail Jakowlewitsch Ignatienko, Wladimir Fjodorowitsch Jazuk, Tamara Stiepanowna Rybakowowa, Anatoli Walerijewitsch Kurjato, Pawel Walerijewitsch Kurjato und Alexander Pawlowitsch Bykow – Mitglieder der Partisanengruppe Vpřed, 1965
- Jan Velík, Mitglied der Partisanengruppe STAS, 2010[5]